# Wilfried II. (Besalú)
Wilfried II. (katalanisch Guifré; † 957) war ein Graf von Besalú aus dem Haus Barcelona. Er war der zweite der vier Söhne von Miró dem Jüngeren, Graf von Cerdanya, Conflent und Besalú, und dessen Frau Ava. Seine Brüder waren Sunifred II., Oliba Cabreta und Miró Bonfill.
Von seinem Vater erbte Wilfried die Grafschaft Besalú, während Cerdanya und Conflent an seinen älteren Bruder Sunifred II. gingen. Im Jahr 951 war Wilfried zusammen mit dem Abt der neugegründeten Abtei Sant Pere von Camprodon nach Rom gereist, um die Neugründung von Papst Agapitus II. bestätigen zu lassen. Auf ihrem Rückweg waren sie an den Hof König Ludwigs IV. in Reims gezogen, welcher die Abtei am 3. Februar 952 mit einigen Privilegien ausstattete. Wilfried ist damit überhaupt der letzte katalanische Graf, dessen Präsenz am fränkischen Königshof urkundlich bezeugt ist.
Im Jahr 957 wurde Wilfried von eigenen Vasallen ermordet; Besalú wurde von seinem Bruder Sunifred II. übernommen.

## Anmerkung
1. ↑  Catalunya Carolíngia V: els comtats de Girona, Besalú, Empúries i Peralada. Primera part, hrsg. von Ramon d’Abadal i de Vinyals in, Memòries de la Secció Històrico-Aqueològica, Vol. 61 (2003), Nr. 299, S. 278.

## Weblink
- COMTES de CERDANYA 897-1118 bei Foundation für Medieval Genealogy.ac

| Vorgänger        | Amt                     | Nachfolger   |
| ---------------- | ----------------------- | ------------ |
| Miró der Jüngere | Graf von Besalú 927–957 | Sunifred II. |

| Personendaten    | Personendaten       |
| ---------------- | ------------------- |
| NAME             | Wilfried II.        |
| ALTERNATIVNAMEN  | Guifré II de Besalú |
| KURZBESCHREIBUNG | Graf von Besalú     |
| GEBURTSDATUM     | 10. Jahrhundert     |
| STERBEDATUM      | 957                 |